# Football Combination
Le terme de combination désigne plusieurs ligue mineures de football association en Angleterre.

## The combination (1888-1890)
La première combination a été créée en 1888, l'année même de la fondation de la Football League. Elle a été créée par des clubs qui avaient été exclus de la Football League, à l'initiative du secrétaire du club de Crewe Alexandra, J. G. Hall. Cependant, alors que la Football League s'est rapidement avérée être un succès, la combination manquait d'une organisation centrale, avait une mauvaise planification et des rencontres non respectés, et n'a pas réussi à terminer sa première saison, se terminant en avril 1889, sans vainqueur.
La combination se composait de 20 équipes. À l'époque, ce nombre était trop important pour que chaque club puisse jouer contre l'autre une fois, et encore moins deux fois. Au lieu de cela, chaque club devait en affronter huit autres à domicile et à l'extérieur, soit 16 matchs au total. Les rencontres étaient laissées à l'initiative des clubs, ce qui créa une certaine confusion, car il n'était pas évident de savoir si un match entre deux clubs était un amical ou bien comptait pour le classement de la combination.
Douze des clubs de la combination mirent sur pied la saison suivante la Football Alliance.

## The second combination (1890-1911)
La seconde combination a existé de 1890 à 1911, avant de se fondre dans la Cheshire County League, elle-même absorbé en 1982 par la North West Counties League. Elle était composée principalement d'équipes des régions de Manchester et de Liverpool, ainsi que d'équipes galloise

## The Lancashire combination
La Lancashire Combination était une ligue de football fondée dans le nord-ouest de l'Angleterre en 1891-92. Elle a absorbé la Lancashire League en 1903. En 1968, la Combination a perdu cinq de ses clubs au profit de la Northern Premier League nouvellement créée. En 1982, elle a finalement fusionné avec la Cheshire County League pour former la North West Counties League.

## The Football Combination
La football combination était une ligue fondée en 1915 par douze clubs de Londres et du sud de l'Angleterre, pour continuer à faire jouer leurs joueurs malgré la suspension des compétitions à cause de la Première Guerre mondiale. Elle évolua en 1919 en une ligue pour les équipes réserves des clubs fondateurs. La combination accueillie à partir de 1926 de nombreux clubs extra-londoniens. Elle disparut en 2012, quand l'adoption par les instances anglaises de l’Elite Player Performance Plan (en) démantela la plupart des équipes réserves qui composaient le championnat.